# ياسمين أنيق
ياسمين أنيق (الاسم العلمي:Jasminum elegans) هو نوع من النباتات يتبع جنس الياسمين من الفصيلة الزيتونية.